# (4124) Herriot
(4124) Herriot ist ein Hauptgürtelasteroid, der am 29. September 1986 von Zdeňka Vávrová vom Kleť-Observatorium aus entdeckt wurde. Er hat einen Durchmesser von etwa 19,8 Kilometer.
Der Asteroid wurde nach dem englischen Tierarzt und Schriftsteller James Herriot (1916–1995) benannt.